# La Douze
La Douze é uma comuna francesa na região administrativa da Nova Aquitânia, no departamento Dordonha. Estende-se por uma área de 22,79 km². Em 2010 a comuna tinha 1 173 habitantes (densidade: 51,5 hab./km²).